# Cristian Molina
 Cristian Alberto Molina (Lanús, Provincia de Buenos Aires, Argentina; 2 de abril de 1992) es un futbolista argentino. Juega como delantero por afuera o extremo.

## Clubes
| Club              | País      | Año       |
| ----------------- | --------- | --------- |
| Banfield          | Argentina | 2011-2014 |
| Crucero del Norte | Argentina | 2014      |
| Banfield          | Argentina | 2015      |
| Deportivo Pasto   | Colombia  | 2016      |